# 2011年夏季世界大學生運動會跆拳道比賽
2011年夏季世界大學生運動會跆拳道比賽於2011年8月18日至23日在深圳會展中心6號、7號和8號館舉行，比賽分為21個小項，其中男子10個、女子10個、男女混合1個。

## 賽事

### 獎牌榜
| 排名 | 国家／地区      | 金牌 | 银牌 | 铜牌 | 總數 |
| ---- | --------------- | ---- | ---- | ---- | ---- |
| 1    | 韩国（KOR）     | 7    | 3    | 4    | 14   |
| 2    | 中国（CHN）     | 4    | 2    | 1    | 7    |
| 3    | 俄罗斯（RUS）   | 3    | 0    | 3    | 6    |
| 4    | 土耳其（TUR）   | 2    | 4    | 4    | 10   |
| 5    | 伊朗（IRI）     | 1    | 4    | 3    | 8    |
| 6    | 中華台北 (TPE)  | 1    | 1    | 3    | 5    |
| 7    | 法国（FRA）     | 1    | 1    | 2    | 4    |
| 8    | （AUS）         | 1    | 0    | 1    | 2    |
| 9    | 泰国（THA）     | 1    | 0    | 0    | 1    |
| 10   | 西班牙（ESP）   | 0    | 2    | 2    | 4    |
| 11   | 越南（VIE）     | 0    | 1    | 3    | 4    |
| 12   | 摩洛哥（MAR）   | 0    | 1    | 1    | 2    |
| 13   | 巴西（BRA）     | 0    | 1    | 0    | 1    |
| 13   | 菲律宾（PHI）   | 0    | 1    | 0    | 1    |
| 15   | 墨西哥（MEX）   | 0    | 0    | 6    | 6    |
| 16   | 匈牙利（HUN）   | 0    | 0    | 2    | 2    |
| 17   | 加拿大（CAN）   | 0    | 0    | 1    | 1    |
| 17   | 古巴（CUB）     | 0    | 0    | 1    | 1    |
| 17   | 塞浦路斯（CYP） | 0    | 0    | 1    | 1    |
| 17   | 埃及（EGY）     | 0    | 0    | 1    | 1    |
| 17   | 德国（GER）     | 0    | 0    | 1    | 1    |
| 17   | 摩尔多瓦（MDA） | 0    | 0    | 1    | 1    |
| 17   | 美国（USA）     | 0    | 0    | 1    | 1    |
| 總數 | 總數            | 21   | 21   | 42   | 84   |

### 項目

#### 男子
| 項目         | 金牌                                                     | 银牌                                      | 铜牌                                                          |
| 54公斤級     | Jerranat Nakaviroj · 泰国（THA）                         | 許家霖 中華台北 (TPE)                     | 阿爾代米爾 · 土耳其（TUR）                                    |
| 54公斤級     | Jerranat Nakaviroj · 泰国（THA）                         | 許家霖 中華台北 (TPE)                     | 樸鏞漢 · 韩国（KOR）                                          |
| 58公斤級     | 薩夫萬·哈里爾 · （AUS）                                  | 哈迪·洛龍 · 伊朗（IRI）                   | Serkan Tok · 土耳其（TUR）                                    |
| 58公斤級     | 薩夫萬·哈里爾 · （AUS）                                  | 哈迪·洛龍 · 伊朗（IRI）                   | Andrei Rotaru · 摩尔多瓦（MDA）                               |
| 63公斤級     | 烏穆特·比爾迪科 · 土耳其（TUR）                          | 史蒂文斯·巴克萊斯 · 法国（FRA）           | 朱元志 中華台北 (TPE)                                         |
| 63公斤級     | 烏穆特·比爾迪科 · 土耳其（TUR）                          | 史蒂文斯·巴克萊斯 · 法国（FRA）           | Alfonso Victoria Espinosa de Los · 墨西哥（MEX）              |
| 68公斤級     | 金焄 · 韩国（KOR）                                       | 塞繆爾·托馬斯·哈珀·莫裡森 · 菲律宾（PHI） | 伊斯拉斯 · 墨西哥（MEX）                                      |
| 68公斤級     | 金焄 · 韩国（KOR）                                       | 塞繆爾·托馬斯·哈珀·莫裡森 · 菲律宾（PHI） | 馬裡 · 西班牙（ESP）                                          |
| 74公斤級     | 金善旭 · 韩国（KOR）                                     | 法爾扎德·左爾格哈德裡 · 伊朗（IRI）       | Christos Pilavakis · 塞浦路斯（CYP）                          |
| 74公斤級     | 金善旭 · 韩国（KOR）                                     | 法爾扎德·左爾格哈德裡 · 伊朗（IRI）       | Fernando Salvador Corral Ortega · 墨西哥（MEX）               |
| 80公斤級     | 邁赫蘭‧阿什卡裡 · 伊朗（IRI）                            | 尤努斯‧沙裡 · 土耳其（TUR）               | Avet Osmanov · 俄罗斯（RUS）                                  |
| 80公斤級     | 邁赫蘭‧阿什卡裡 · 伊朗（IRI）                            | 尤努斯‧沙裡 · 土耳其（TUR）               | Issam Chernoubi · 摩洛哥（MAR）                               |
| 87公斤級     | 樸容賢 · 韩国（KOR）                                     | 費利克斯 · 巴西（BRA）                    | Bruak Eski · 土耳其（TUR）                                    |
| 87公斤級     | 樸容賢 · 韩国（KOR）                                     | 費利克斯 · 巴西（BRA）                    | 卡漢基 · 伊朗（IRI）                                          |
| 87公斤以上級 | 亞森·欽納裡澤 · 俄罗斯（RUS）                            | 阿里·薩裡 · 土耳其（TUR）                 | 巴拉斯·托特 · 匈牙利（HUN）                                   |
| 87公斤以上級 | 亞森·欽納裡澤 · 俄罗斯（RUS）                            | 阿里·薩裡 · 土耳其（TUR）                 | 羅斯貝利斯·德斯帕涅 · 古巴（CUB）                             |
| 個人型       | 朱宇祥 · 中国（CHN）                                     | Yang Ju Min · 韩国（KOR）                 | Nguyen Dinh Toan · 越南（VIE）                                |
| 個人型       | 朱宇祥 · 中国（CHN）                                     | Yang Ju Min · 韩国（KOR）                 | Ali Nadali · 伊朗（IRI）                                      |
| 團體型       | 韩国（KOR） · An Jae Seong · Jang Jun Hee · Lee Sang-Mok | 中国（CHN） · 郭凡 · 朱宇祥 · 战文鹏      | 伊朗（IRI） · Hossein Beheshti · Hamid Nazari · Armin Akbari  |
| 團體型       | 韩国（KOR） · An Jae Seong · Jang Jun Hee · Lee Sang-Mok | 中国（CHN） · 郭凡 · 朱宇祥 · 战文鹏      | 越南（VIE） · Le Trung Anh · Le Hieu Nghia · Nguyen Dinh Toan |

#### 女子
| 項目         | 金牌                                                    | 银牌                                                                    | 铜牌                                                                   |
| 46公斤級     | 阿納斯塔西婭·瓦盧耶娃 · 俄罗斯（RUS）                   | 鲁基耶·耶尔德勒姆 · 土耳其（TUR）                                       | 廖唯鈞 中華台北 (TPE)                                                  |
| 46公斤級     | 阿納斯塔西婭·瓦盧耶娃 · 俄罗斯（RUS）                   | 鲁基耶·耶尔德勒姆 · 土耳其（TUR）                                       | Itzel Manjarrez · 墨西哥（MEX）                                        |
| 49公斤級     | 亞歷山德拉·呂查吉娜 · 俄罗斯（RUS）                     | 金在雅 · 韩国（KOR）                                                    | 洪詩涵 中華台北 (TPE)                                                  |
| 49公斤級     | 亞歷山德拉·呂查吉娜 · 俄罗斯（RUS）                     | 金在雅 · 韩国（KOR）                                                    | Maeva Coutant · 法国（FRA）                                            |
| 53公斤級     | 海蒂絲·庫布拉·央金 · 土耳其（TUR）                      | 勞拉·尤里奧拉·阿塔加 · 西班牙（ESP）                                    | Aziza Chambers · 美国（USA）                                           |
| 53公斤級     | 海蒂絲·庫布拉·央金 · 土耳其（TUR）                      | 勞拉·尤里奧拉·阿塔加 · 西班牙（ESP）                                    | Ivett Gonda · 加拿大（CAN）                                            |
| 57公斤級     | 瑪琳娜·哈諾伊斯 · 法国（FRA）                           | 侯玉琢 · 中国（CHN）                                                    | 葉卡捷琳娜·姆西克西娜 · 俄罗斯（RUS）                                  |
| 57公斤級     | 瑪琳娜·哈諾伊斯 · 法国（FRA）                           | 侯玉琢 · 中国（CHN）                                                    | Kim So-Hee · 韩国（KOR）                                               |
| 62公斤級     | 盧殷實 · 韩国（KOR）                                    | 埃娃·卡尔沃 · 西班牙（ESP）                                             | Carmen Marton · （AUS）                                                |
| 62公斤級     | 盧殷實 · 韩国（KOR）                                    | 埃娃·卡尔沃 · 西班牙（ESP）                                             | Edina Kotsis · 匈牙利（HUN）                                           |
| 67公斤級     | 郭耘菲 · 中国（CHN）                                    | 富爾堪·艾森娜·艾丁 · 土耳其（TUR）                                      | 吳素蜜 · 韩国（KOR）                                                   |
| 67公斤級     | 郭耘菲 · 中国（CHN）                                    | 富爾堪·艾森娜·艾丁 · 土耳其（TUR）                                      | 瑟涵·沙瓦海 · 埃及（EGY）                                              |
| 73公斤級     | 莊佳佳 中華台北 (TPE)                                   | 樸美妍 · 韩国（KOR）                                                    | Elena Gomez Martinez · 西班牙（ESP）                                   |
| 73公斤級     | 莊佳佳 中華台北 (TPE)                                   | 樸美妍 · 韩国（KOR）                                                    | Anne-Caroline Graffe · 法国（FRA）                                     |
| 73公斤以上級 | 張永桐 · 中国（CHN）                                    | 維亞姆·迪斯拉姆 · 摩洛哥（MAR）                                         | 歐哥·伊萬諾娃 · 俄罗斯（RUS）                                          |
| 73公斤以上級 | 張永桐 · 中国（CHN）                                    | 維亞姆·迪斯拉姆 · 摩洛哥（MAR）                                         | Tuba Abus · 土耳其（TUR）                                              |
| 個人型       | 張靜靜 · 中国（CHN）                                    | Mahsa Mardani · 伊朗（IRI）                                             | Park Ji Young · 韩国（KOR）                                            |
| 個人型       | 張靜靜 · 中国（CHN）                                    | Mahsa Mardani · 伊朗（IRI）                                             | Ollin Medina · 墨西哥（MEX）                                           |
| 團體型       | 韩国（KOR） · Cho Sung Yae · Jung Seu Min · Kang Yu Jin | 伊朗（IRI） · Nastaran Maleki · Mahsa Mardani · Golsoum Mollamadadkhani | 中国（CHN） · 战琪 · 张静静 · 朱蒙雪                                   |
| 團體型       | 韩国（KOR） · Cho Sung Yae · Jung Seu Min · Kang Yu Jin | 伊朗（IRI） · Nastaran Maleki · Mahsa Mardani · Golsoum Mollamadadkhani | 越南（VIE） · Nguyen Thi Le Kim · Nguyen Thi Thu Ngan · Chau Tuyet Van |

#### 混合
| 項目   | 金牌                          | 银牌                                              | 铜牌                                           |
| 混合型 | 韩国（KOR） · 李珍鎬 · 姜守知 | 越南（VIE） · Nguyen Thi Thu Ngan · Le Hieu Nghia | 德国（GER） · Claudia Beaujean · Thomas Sommer |
| 混合型 | 韩国（KOR） · 李珍鎬 · 姜守知 | 越南（VIE） · Nguyen Thi Thu Ngan · Le Hieu Nghia | 墨西哥（MEX） · Gerardo Garcia · Ollin Medina  |